# 시베르스크

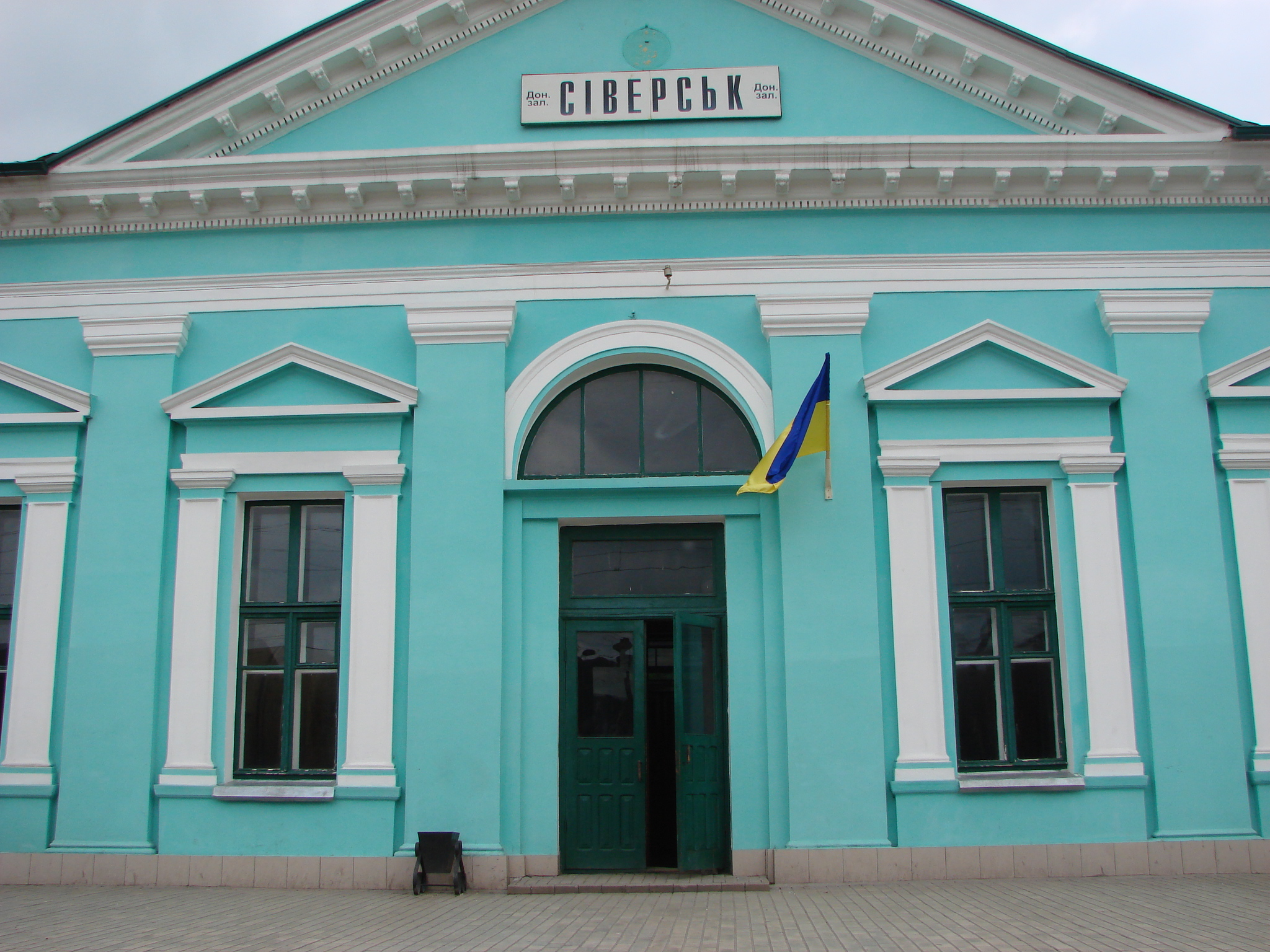

시베르스크(우크라이나어: Сіверськ, IPA: [ˈs⁽ʲ⁾i.wersʲk], 러시아어: Северск, 로마자 표기: Seversk)는 1973년까지 야마(Яма)로 알려졌던 우크라이나 도네츠크주의 바흐무트 라이온에 있는 도시이다. 경제는 전통적으로 백운석의 채굴과 가공을 기반으로 했다. 2022년 1월 기준 인구는 10,875명으로 추정된다.
러시아-우크라이나 전쟁 동안 이곳은 반복적인 전투의 현장이었으며, 1990년대 이후 도시가 겪었던 경제적, 인구학적 침체를 가속화했다. 2022년 러시아의 우크라이나 침공으로 인한 돈바스 전투 중 도시를 위한 전투로 인해 도시 대부분이 파괴되었으며, 2025년 2월 현재 도시에는 약 520명만이 남아있다.
우크라이나의 흐로마다 중 하나인 시베르스크 도시 흐로마다의 행정 중심지이다.

## 인구
| 연도 | 인구   | ±%     |
| ---- | ------ | ------ |
| 1959 | 11,948 | —      |
| 1970 | 14,168 | +18.6% |
| 1979 | 14,544 | +2.7%  |
| 1989 | 14,019 | −3.6%  |

| 연도 | 인구   | ±%     |
| ---- | ------ | ------ |
| 2001 | 14,393 | +2.7%  |
| 2014 | 12,000 | −16.6% |
| 2022 | 10,875 | −9.4%  |
| 2023 | 1,000  | −90.8% |